# Eva-Maria Werth
Eva-Maria Werth (* 13. November 1937) ist eine deutsche Schauspielerin, Hörspiel- und Synchronsprecherin.

## Leben
Eva-Maria Werth ist die Mutter von Julien Haggège und Melanie Hinze, der Witwe von Matthias Hinze.
Sie war in zahlreichen Rollen zu sehen, unter anderem in Kabale und Liebe (1955), Die Geburtstagsfeier (1961) oder Der Deal (1990) sowie in der Serie Die Firma Hesselbach. 1967 spielte sie in der Serie Förster Horn die Hauptrolle der Ingrid Horn.
Seit den 1960er Jahren ist sie als Synchronsprecherin tätig und war seitdem in über 500 Rollen zu hören. Sie wurde dabei häufig für Nebenrollen besetzt, beispielsweise in Der Pate (1971), …Jahr 2022… die überleben wollen (1973), Nightmare – Mörderische Träume (1984), Der weiße Hai 4 (1987), Friedhof der Kuscheltiere (1992), oder in Der Regenmacher (1997), Scary Movie (2000), Scary Movie 2 (2001), Johnny English (2003) und in Freedom Writers (2007). 
Lucy Lee Flippin lieh sie in den Filmen Flashdance (1983) und Police Academy 2 – Jetzt geht’s erst richtig los (1985) ihre Stimme, und sie war außerdem mehrfach als Sprecherin von Nancy Fish und Aileen Fitzpatrick tätig.
Daneben sprach sie auch in zahlreichen Serien Episodenrollen, beispielsweise in Bonanza, MacGyver, Jake & McCabe, Matlock, Hawaii Fünf-Null, DuckTales und Friends. Mehrfach lieh sie Edith Fields und Barbara K. Whinnery ihre Stimme. Sie war außerdem in Raumschiff Enterprise: Das nächste Jahrhundert und Star Trek: Enterprise die Stimme des Enterprise-Computers, der im Original von Majel Barrett gesprochen wurde.
Eva-Maria Werth ist auch als Sprecherin in vielen Hörspielen und Hörbüchern in zahlreichen Nebenrollen zu hören. Sie spricht seit über 20 Jahren in den Bibi Blocksberg-Hörspielen, meistens als Mathe-Lehrerin „Frau Müller-Riebensehl“ oder „Curiosus“. In den Reihen Benjamin Blümchen, Die Nibelungen, Die kleinen Detektive, Barbie oder Wendy  ist sie ebenfalls zu hören.

## Synchronrollen (Auswahl)

### Filme
- 1969: Jane Wesley in Kelly, der Bandit als Caitlyn
- 1975: Marie Malkova in Das Hässliche Dorf als Tereza
- 1981: Sonia Zomina in Das Kabinett des Schreckens als Alte Frau
- 1983: Lucy Lee Flippin in Flashdance als Margaret Myers
- 1984: Leslie Hoffman in Nightmare – Mörderische Träume als Gangaufsicht
- 1985: Lucy Lee Flippin in Police Academy 2 – Jetzt geht’s erst richtig los als Goliath’s Mutter
- 1990: Kathleen Marshall in Pretty Woman als Day Desk Clerk (Mrs. Wilson)
- 1991: Grace Zabriskie in Grüne Tomaten als Eva Bates
- 1995: Helen Ryan als Lucy in Unverstanden
- 1997: Deborah Frazier in Der Regenmacher als Krankenhaus-Empfangsdame
- 2002: Lily Weiding in Dänische Delikatessen als Mrs. Juhl
- 2004: Elisa Gallay in Keine halben Sachen 2 – Jetzt erst recht! als Anya
- 2007: Celia Weston in Joshua – Der Erstgeborene als Hazel Cairn
- 2017: Die Eiskönigin – Olaf taut auf – Lauri Fraser als Frau Olsen
- 2020: Rebecca – Jane Lapotaire als Granny

### Serien
- 1990: Francine York in Trio mit vier Fäusten als Ann Fiske
- 1990–1994, 2023: Computerstimme in Raumschiff Enterprise – Das nächste Jahrhundert und Star Trek: Picard (engl. Originalstimme ist von Majel Barrett)
- 2008–2009: Estelle Harris in Hotel Zack & Cody als Muriel
- 2011–2016: Tabitha St. Germain in My Little Pony – Freundschaft ist Magie als Granny Smith
- 2012–2015: Mackenzie Gray und Mark Oliver in Ninjago als Mystaké (1. Stimme)
- 2015: Judy Egan in Die Thundermans als ältere Cherry
- 2017: June Squibb in Shameless als Etta
- 2019: Jane Lapotaire in The Crown als Alice von Battenberg (2 Folgen)

## Filmografie
- 1954: Das Apostelspiel (Regie: Hans Waldemar Bublitz nach Max Mell)
- 1955: Kabale und Liebe
- 1958: Cécile oder Die Schule der Väter
- 1962: Die Firma Hesselbach; Episode: Fernmassage
- 1963: Achtzig im Schatten
- 1966: Thérèse Raquin
- 1967: Förster Horn (Regie: Erik Ode)
- 1975: Kommissariat 9; Episode: Herzlichst eingeladen (Regie: Wolfgang Staudte)
- 1976: Verdunkelung – Der Eisenbahnmörder (Regie: Peter Schulze-Rohr)
- 1979: Kreuzberger Liebesnächte (Regie: Claus Tinney)
- 1981: Stern ohne Himmel
- 1982: Auf einem langen Weg (Regie: Christian Görlitz)
- 1987: Praxis Bülowbogen; Episode: Ein Pfund Kirschen zuviel (Regie: Herbert Ballmann)
- 1991: Der Deal (Regie: Christian Görlitz)

## Hörspiele (Auswahl)
- 1960: Jean Giraudoux: Tessa (Paulina, genannt Lina) – Regie: Hanns Korngiebel (RIAS Berlin)
- 1967: Alice Berend: Die Bräutigame der Babette Bomberling. Damals war’s – Geschichten aus dem alten Berlin (Hilde Wegener, Freundin von Babette) (Geschichte Nr. 7 in 10 Folgen) – Regie: Ivo Veit (RIAS Berlin)[3]
- 1967: August Heinrich Kober: Zirkus Renz. Damals war’s – Geschichten aus dem alten Berlin (Ernst Renz Junior) (Geschichte Nr. 8 in 20 Folgen) – Regie: Ivo Veit (RIAS Berlin)[3]
- 1970: Erdmann Graeser: Herr Kanzleirat Ziepke. Damals war’s – Geschichten aus dem alten Berlin (Erwin, Neffe von Hermine und Wilhelm Ziepke) (Geschichte Nr. 13 in 12 Folgen) – Regie: Ivo Veit (RIAS Berlin)[3]
- 1968: Charles Dickens: Der Weihnachtsabend. Hörspiel nach Charles Dickens – Die Geschichte von Ebenezer Scrooge (A Christmas Carol) – Regie: Lothar Schluck (SWF / SDR / HR / SR)
- 1978: Erich Jakob: Der Herr im Haus. Damals war’s – Geschichten aus dem alten Berlin (Herr von Dobrau) (Geschichte Nr. 29 in 12 Folgen) – Regie: Ivo Veit (RIAS Berlin)[3]
- 1985: Stefan Reisner: Die drei im Turm (2 Teile) – Regie: Georg Eichinger (SFB / Funkuchen Schallplatten 1985)